# Libor Kostya
Libor Kostya (* 1. května 1946) byl československý voják ČSLA a politik slovenské národnosti z českých zemí, po sametové revoluci poslanec Sněmovny národů Federálního shromáždění za Komunistickou stranu Československa, později za KSČM.

## Biografie
V letech 1976-1979 se jistý kapitán Libor Kostya uvádí jako voják ČSLA a velitel 1. tankového pluku Strašice.
Ve volbách roku 1990 zasedl do české části Sněmovny národů (volební obvod Jihočeský kraj) za KSČ (KSČS), která v té době byla volným svazkem obou republikových komunistických stran. Po jejím postupném rozvolňování se rozpadla na samostatnou stranu na Slovensku a v českých zemích. V roce 1991 proto Kostya přešel do poslaneckého klubu KSČM. Za KSČM (respektive za koalici Levý blok) obhájil mandát ve volbách roku 1992. Ve Federálním shromáždění setrval do zániku Československa v prosinci 1992. V parlamentu se orientoval na bezpečnostní a vojenskou tematiku. Ve volbách 1992 kandidoval s podporou Sdružení vojáků z povolání, které před volbami vyzvalo parlamentní strany k začlenění svých předáků na kandidátní listiny, přičemž jedinou formací, jež tuto výzvu vyslyšela, byl Levý blok.
V roce 1992 na 2. sjezdu KSČM podpořil Josefa Mečla v jeho výzvě k razantní reformě strany, změně názvu a orientaci na levý politický střed. Patřil ale k menšině takto smýšlejících delegátů. Sjezd potom sám hodnotil následovně: „Jsem spokojen s tím, že sjezd přes časovou tíseň přijal všechny základní dokumenty, tj. program, stanovy i ekonomický systém tak, jak si uložil. Tyto dokumenty potvrzují kurs přeměny KSČM v moderní levicovou stranu, který byl zahájen již na I. sjezdu. Otázkou ovšem pro mne zůstává, zda v dané situaci plně využil všech možností a historické šance, aby v tomto procesu postoupil co nejdál.“